# Radius (Unternehmen)
RADIUS ist ein internationales Reisemanagement-Netzwerk und ein Hotelzimmer-Einkaufsverbund mit Schwerpunkt Geschäftsreisen. Mit einem Jahresumsatz im Netzwerk von 19 Milliarden US-Dollar (2009) gehört RADIUS zu den weltgrößten Unternehmen seiner Art. 
Das Netzwerk wird von der Aktiengesellschaft WTT Inc. geführt. Nach außen tritt WTT jedoch unter der Bezeichnung RADIUS auf (WTT Inc. d/b/a RADIUS). Sitz von WTT ist Bethesda im US-Bundesstaat Maryland. Das Unternehmen in seiner heutigen Form entstand 1992 aus dem Zusammenschluss zweier unabhängiger nordamerikanischer Unternehmen  World Wide Travel Service (Little Rock, Arkansas) und Northwestern Travel Management (Minneapolis, Minnesota) zu Woodside Travel Trust, im Juli 2000 umbenannt in RADIUS – The Global Travel Company.
Im Netzwerk sind weltweit rund 90 unabhängige, meist zu den marktführenden ihres Landes zählende Reiseagentur-Ketten mit zusammen etwa 3.300 Verkaufsstellen und 23.000 Angestellten in etwa 80 Ländern Mitglied (2009). Unter anderem kooperiert die Reisebürokette DERPART Reisevertrieb GmbH (REWE-Gruppe) und Österreichisches Verkehrsbüro mit RADIUS.
Zu den größten kooperierenden Hotelketten zählen Accor, Choice Hotels International, Hyatt, die InterContinental Hotels Group, Sol Meliá, Worldhotels (hervorgegangen aus der Vertriebsorganisation der Steigenberger Hotels) und die Wyndham Hotel Group. Den weltweit etwa 25.000 Kunden (darunter etwa 20.000 Unternehmen) von RADIUS steht ein Angebot von etwa 30.000 Häusern in über 130 Staaten zur Verfügung (Stand 2009). 